# Павлоград II
Павлогра́д II — вузлова залізнична станція 4-го класу Дніпровської дирекції Придніпровської залізниці на лінії Роз'їзд № 5 — Павлоград I між станціями Павлоград I (8 км) та Богуславський (7 км). Розташована на сході Павлограда Павлоградської міської ради Дніпропетровської області поблизу Павлоградського механічного заводу.

## Історія
Станція відкрита 1935 року.
22 березня 2022 року, приблизно о 16:00, в ході російсько-української війни, ігноруючи норми міжнародного гуманітарного права, війська Росії здійснили ракетний обстріл цивільного транспортного залізничного вузла станції Павлоград II. Жодних об'єктів військового призначення на станції ніколи не існувало. В результаті обстрілу загинула одна людина.

## Пасажирське сполучення
На станції Павлоград II зупинялися приміські електропоїзди до станцій Новомосковськ-Дніпровський, Дніпро-Головний, Покровськ, Слов'янськ та роз'їзду № 5. Наразі зупиняється лише приміський електропоїзд Лозова – Покровськ.  